# Sparschwemme
Sparschwemme, auch Ersparnisschwemme (englisch Saving glut, Savings glut), ist ein von Ben Bernanke 2005 geprägter Begriff, der eine Hypothese beschreibt, wonach weltweit ein Überhang an Ersparnissen im Vergleich zu den Investitionsmöglichkeiten bestehe. Für eine einzelne Volkswirtschaft erzeuge eine Ersparnisschwemme die Neigung, statt Investitionen Exportüberschüsse zu finanzieren. Laut Bernanke beobachte man dies sowohl für fortgeschrittene Industrieländer als auch für Entwicklungsländer. Ein Empfängerland dieser Exportüberschüsse seien die USA, die ein starkes Außenhandelsdefizit aufwiesen.
Für Carl Christian von Weizsäcker ist die „Savings-Glut-These“ verwandt mit der kapitaltheoretisch begründeten These der Möglichkeit eines negativen gleichgewichtigen Realzinses. In dieser Lage wäre der Gleichgewichtsrealzinssatz, der zu gleich hohen Investitionen und Ersparnisse führe, kleiner Null.

## Ursachen
Bernanke nennt verschiedene Ursachen für die Ersparnisschwemme.

### In den Industriestaaten
- Demografische Alterung: Da die Anzahl der Rentner im Vergleich zur Zahl der Erwerbstätigen demografisch bedingt zunimmt, muss mehr gespart werden. Kapitaltheoretisch ausgedrückt:[4] Der Vermögensbildungswunsch zwecks Zukunftsvorsorge kann zu einem Realzins größer null nicht in der Form von Realkapital im Produktionsprozess untergebracht werden. Der gleichgewichtige Realzins ist kleiner null.

- Mangel an Investitionsgelegenheiten wegen 
  - abnehmendem Wachstum oder Schrumpfen der Erwerbsbevölkerung
  - hoher Kapitalintensität, die zu niedriger Rentabilität der Investitionen führt.[5]

Im Ergebnis versuchen reife Volkswirtschaften einen Außenhandelsüberschuss zu erzielen, sie exportieren so per Saldo Kapital.

### Entwicklungsländer
- „Kriegskassen“ mit Devisen: Um Finanzkrisen abzufedern, sind eine Reihe von Schwellenländern dazu übergegangen, Devisen anzusammeln. Sollte es während Krisen zur Kapitalflucht kommen, kann mit Hilfe der Devisen die Zahlungsfähigkeit aufrechterhalten und der Wechselkurs verteidigt werden.[6]

- Exportförderung, indem eine Aufwertung der Währung verhindert wird durch Aufkauf fremder Währungen (in der Regel der US-Dollar, dieses Währungssystem wird auch als Bretton-Woods-II-Regime bezeichnet).

- Ölpreisanstieg: Ölexportierende Länder des Nahen Ostens und Russland, Nigeria und Venezuela erzielen Exportüberschüsse. Diese Einnahmen versuchen sie auf den Weltkapitalmärkten anzulegen.

### USA als Importland
Die USA waren für ausländische Investoren nach Bernanke wegen neuer Technologien und steigender Produktivität attraktiv. Das in die USA fließende Kapital steigerte den Wert des Dollars, wodurch Importe in Dollar gerechnet billiger wurden und Exporte in ausländischer Währung gerechnet teurer. Dadurch stieg das Außenhandelsdefizit der USA. Niall Ferguson prägte speziell für dieses Regime zwischen USA und China den Begriff „Chimerica“.

## Folgen der Sparschwemme
- Weltweit steigende Ungleichgewichte im Außenhandel[9]
- Niedrige Zinssätze: Geplante Ersparnisse, die höher sind als die geplanten Investitionen, führen zu einem Sinken des Zinssatzes.[10]
- Steigende Vermögenspreise als Ergebnis niedriger Zinssätze.

## Rezeption
Die These einer Sparschwemme wird von Hans-Werner Sinn bezweifelt. Vielmehr hätten die USA mehr ausgegeben als eingenommen und sich deshalb stark im Ausland verschuldet. Die US-Regierung hätte die private Verschuldung in den USA gefördert, um den privaten Verbrauch zu stützen. Dies führte zu einer Verminderung der Ersparnisse in den USA. Die Ersparnis wurde aus dem Ausland bereitgestellt, aber auf eine nicht nachhaltige Weise.
Eine zur Sparschwemmenthese zusätzliche bzw. alternative These ist die These von der „Bankenschwemme“, welche die niedrigen Zinsen auf die Geldpolitik der Zentralbanken (Niedrigzinspolitik) zurückführt.
Thomas Mayer und Gunther Schnabl argumentieren, dass in der keynesianischen Theorie der Bankensektor fehlt und deshalb Zinsveränderungen der Zentralbanken direkt auf die Investitionen wirken. Diese Annahme sei nicht realistisch. In der österreichischen Konjunkturtheorie spiele der Bankensektor eine wichtige Rolle für die Transmission der Geldpolitik. Zu niedrige Zinsen könnten zu Überinvestition und spekulativen Übertreibungen auf Finanzmärkten führen, die langfristige das Wachstum beeinträchtigen. Sie finden keine empirische Evidenz für die These der Sparschwemme und die Hypothese der säkularen Stagnation. Stattdessen ließe sich das niedrige Wachstum durch das Entstehen von quasi "weichen Budgetrestriktionen" infolge niedriger Zinssätze erklären, die den Anreiz für Banken und Unternehmen, nach Effizienz zu streben, verringern (Zombifizierung).